# Samuel Ekpe Akpabot
Samuel Ekpe Akpabot (* 3. Oktober 1932 in  Uyo; † 7. August 2000 ebenda) war ein nigerianischer Komponist und Musikpädagoge und -ethnologe.
Akpabot kam elfjährig nach Lagos, besuchte dort das King's College und sang im Chor der Christ Church Cathedral. Daneben war er Mitglied in Soji Lijadus Band Chocolate Dandies und gründete nach dem Verlassen des Kirchenchores 1949 die eigene Band The Akpabot Players. 1954 ging er nach England, wo er am Royal College of Music in London Orgel und Trompete studierte. Seine Lehrer waren John Addison, Osborn Pisgow und Herbert Howells. Nach einem fortführenden Studium am Trinity College of Music kehrte er 1959 nach Nigeria zurück und wurde Mitarbeiter der Nigerian Broadcasting Corporation.
In dieser Zeit entstand seine erste Komposition Overture for an Nigerian Ballet. 1962 verließ er den Rundfunk und wurde Lehrer an der Musikfakultät der University of Nigeria in Nsukka. Hier komponierte er u. a. die Scenes from Nigeria für Orchester (1962), Three Nigerian Dances für Streichorchester und Perkussion (1962) und die Tondichtungen Ofala (1963) und Cynthia's Lament (1965). 1970 wurde Akpabot wissenschaftlicher Mitarbeiter am Institute of African Studies der University of Ife (heute Obafemi Awolowo University). 
1972 entstand die Oper Jaja of Opobo, 1973 die Komposition Nigeria in Conflict, die die Schrecken des Biafra-Krieges reflektierte und 1974 die Two Nigerian Folk Tunes für Chor und Klavier. Seine musikethnologischen Studien setzte Akpabot in den USA fort, wo er den Mastergrad und Ph. D. in Musikwissenschaft erhielt und Visiting Scholar an der Michigan State University wurde. In den 1990er Jahren kehrte er nach Nigeria zurück und unterrichtete Musik an der University of Uyo. In dieser Zeit verfasste er die musikethnologischen Werke Foundation of Nigerian Traditional Music und Form, Function and Style in African Music.